# Edna Ferber
Edna Ferber (Kalamazoo, Michigan, 15 d'agost de 1885 - Nova York, 16 d'abril de 1968) fou una periodista i escriptora de novel·les i contes estatunidenca. Especialment coneguda per escriure sobre la vida de l'oest mitjà dels EEUU. Rebé el Premi Pulitzer l'any 1925 per So Big.
Algunes de les seves obres son especialment conegudes per la seva versió cinematogràfica, entre elles Cimarron (1931) o Gegant (1952).

## Obres
- Dawn O'Hara (1911)
- Buttered Side Down (1912)
- Roast Beef, Medium (Frederick A. Stokes, Company, 1913)
- Personality Plus (novela) (1914)
- Emma Mc Chesney and Co. (1915)
- Our Mrs. McChesney (1915)
- Fanny Herself (1917)
- Cheerful – By Request (1918)
- Half Portions (1919)
- $1200 a Year: A Comedy in Three Acts (1920)
- The Girls (novela de Edna Ferber) (1921)
- Gigolo (1922)
- So Big, ¡Así de grande! (1924)
- Minick: A Play (1924) (
- Show Boat (1926, Grosset & Dunlap)
- Stage Door (1926)
- Mother Knows Best (1927)
- Old Charleston (1927)
- The Royal Family (1927)
- Cimarron (1929)
- American Beauty (novela de Edna Ferber) (1931)
- Dinner at Eight (1932)
- They Brought Their Women (1933)
- Come and Get It (1935)
- Trees Die at the Top (1937)
- Nobody's in Town (1938)
- A Peculiar Treasure (1939)
- The Land Is Bright (1941)
- Saratoga Trunk (1941)
- No Room at the Inn (1941)
- Great Son (1945)
- Saratoga Trunk (1945)
- One Basket (1947)
- Bravo (1949)
- Giant (1952)
- Ice Palace (1958)
- A Kind of Magic (1963)